# Ендрю Скотт
Е́ндрю Скотт англ. Andrew Scott (нар. 21 жовтня 1976, Дублін) — ірландський актор кіно, телебачення і театру. 
У 2005 році він отримав Премію Лоуренса Олів'є за п'єсу «Дівчина в машині з чоловіком», та премію IFTA за фільм «Трупи». Найпомітніші ролі на телебаченні: Пол Маккартні у фільмі «Леннон як він є» (2010), професор Моріарті в серіалі «Шерлок», за яку він 2012 року отримав премію Британської академії телебачення та кіномистецтва як «Найкращий актор другого плану», та Том Ріплі в мінісеріалі «Ріплі» (2024).
Призер Берлінського кінофестивалю за роль композитора Річарда Роджерса в музичній драмі «Блакитний місяць» (2025).

## Життєпис
Народився у Дубліні в сім'ї Нори і Джима Скоттів. Його батько працював у агентстві зайнятості, а мати викладала у музичній школі. У Ендрю Скотта є дві сестри.
Навчався у коледжі «Gonzaga College», на півдні Дубліна. Під час навчання займався у молодіжному театрі та двічі зіграв у рекламі ірландського телебачення. У віці 17 років його було обрано на головну роль у фільмі «Корея».
Скотт пішов із Триніті Коледжу, щоб приєднатися до відомого у Дубліні Театру Еббі.

## Кар'єра
Після виконання незначної ролі у фільмі Стівена Спілберга Врятувати рядового Раяна він працював у театрі, де виконав роль в п'єсі Довгий день іде у ніч режисера Карела Рейша. За цю роль він здобув премію «Актор року» від Independent/Spirit of Life Awards та номінацію на премію Irish Times Award як «Найкращий актор другого плану».
Скотт зіграв у фільмі Нора з Юеном Мак-Грегором та в телеадаптації роману Генрі Джеймса Американець. Після цього він зіграв у серіалі Довгота разом із Майклом Гембоном та в серіалі HBO Брати по зброї.
Після ролі в ситкомі Екранізація мого життя на BBC він отримав свою першу нагороду Олів'є за роль у п'єсі Дівчина в машині з чоловіком у театрі «Королівський двір». Потім він виконав роль братів-близнюків в оригінальній постановці Крістофера Шина «Занедбане місто», яка була номінована на Пулітцерівську премію. У 2006 році відбувся його дебют на Бродвеї — він зіграв у п'єсі The Vertical Hour режисера Сема Мендеса разом із Джуліанн Мур та Біллом Наї.
У 2008 році Скотт зіграв у серіалі Джон Адамс, а у 2009 — у п'єсі одного актора «Морська стіна», написаній спеціально для нього.
У 2009 році разом із Беном Вішоу та Кетрін Паркінсон він зіграв у надпопулярній п'єсі Cock. Також він зіграв епізодичну роль у серіалі «Війна Фойла». У 2010 році він зіграв в екранізації повісті Антона Чехова «Дуель».
Найбільшу популярність йому принесла роль Джима Моріарті — головного злодія у серіалі Шерлок, яку він виконував у 2010–2011 роках. У 2012 році він отримав за цю роль премію Британської академії телебачення та кіномистецтва як «Найкращий актор другого плану».
Крім того, Скотт займається радіопостановками та записує аудіокниги. У його доробку є ролі Джея Гетсбі в адаптації роману Фіцджеральда Великий Ґетсбі і роль Стівена Дедала у постановці Улісса Джеймса Джойса.

## Особисте життя
Ендрю Скотт вперше публічно прокоментував свою гомосексуальність в інтерв'ю «Індепендент» у листопаді 2013 року.

## Театр
| Вистава                            | Персонаж            | Режисер           | Театр                                 | Нагороди                         |
| ---------------------------------- | ------------------- | ----------------- | ------------------------------------- | -------------------------------- |
| Спогади із Брайтон-Біч             | Стен                | Ріта Тіг          | Andrew's Lane, Дублін                 |                                  |
| Шість персонажів шукають автора    | Син                 | Джон Кроулі       | Abbey Theatre                         |                                  |
| Одруження Фігаро                   | Керубіно            | Браян Бреді       | Abbey Theatre                         |                                  |
| Жінка, не варта уваги              | Джеральд Арбетнот   | Бен Барнс         | Abbey Theatre                         |                                  |
| Довгий Захід                       | Велш                | Гаррі Гайнс       | Druid Theatre Company                 |                                  |
| Довгий день іде у ніч              | Едмунд              | Карел Рейш        | The Gate, Дублін                      |                                  |
| Дублінська пісня                   | Марк                | Єн Ріксон         | Old Vic / Театр Королівський двір     |                                  |
| The Secret Fall of Constance Wilde | Лорд Альфред Дуґлас | Патрік Мейсон     | Abbey Theatre / Барбікан-центр, RSC   |                                  |
| The Coming World                   | Ед                  | Марк Брікман      | Soho Theatre                          |                                  |
| Бажання                            | B                   | Вікі Фізерстоун   | Театр Королівський двір               |                                  |
| Первородний гріх                   | Янгол               | Пітер Гілл        | Театр Крусібл                         |                                  |
| Вдаючи жертву                      | Валя                | Річард Вілсон     | Told by an Idiot                      |                                  |
| The Cavalcaders                    | Рорі                | Робін Лефевр      | Tricycle Theatre                      |                                  |
| Дівчина у машині з чоловіком       | Алекс               | Джо Хілл-Гріббінс | Театр Королівський двір               | Премія Лоуренса Олів'є           |
| Аристократи                        | Казимир             | Том Кейрнс        | National Theatre                      |                                  |
| Занедбане місто                    | Крейг / Пітер       | Джеймс МакДональд | Театр Королівський двір               |                                  |
| The Vertical Hour                  | Філіп Лукас         | Сем Мендес        | Music Box Theatre                     | Номінація — «Drama League Award» |
| Морська стіна                      | Алекс               | Джордж Перрін     | The Bush Theatre                      |                                  |
| Жвава торгівля                     | Донні               | Роксана Сілберт   | Soho Theatre                          |                                  |
| Cock                               | M                   | Джеймс МакДональд | Театр Королівський двір               | Премія Лоуренса Олів'є           |
| Design for Living                  | Лео                 | Ентоні Пейдж      | Old Vic                               |                                  |
| Emperor and Galilean               | Джуліан             | Джонатан Кент     | Royal National Theatre                |                                  |
| Гамлет                             | Гамлет              | Роберт Іка        | театр Алмейда, театр Гарольда Пінтера |                                  |

## Фільмографія
| Рік           | Фільм                        | Оригінальна назва        | Роль                           | Примітка                              | Нагороди                                   |
| ------------- | ---------------------------- | ------------------------ | ------------------------------ | ------------------------------------- | ------------------------------------------ |
| 1995          | Корея                        |                          | Імон Дойл                      |                                       |                                            |
| 1997          | Волога                       |                          | Пол                            |                                       |                                            |
| 1998          | Опівнічне диво               |                          | Майкл Гранбаум                 | телефільм                             |                                            |
| 1998          | Врятувати рядового Раяна     |                          | солдат на пляжі                |                                       |                                            |
| 1998          | The Tale of Sweety Barrett   |                          | Денні                          |                                       |                                            |
| 1998          | Американець                  |                          | Валентин де Беллегард          | телефільм                             |                                            |
| 2000          | Довгота                      |                          | Джон Кемпбел                   | телефільм                             |                                            |
| 2000          | Нора                         |                          | Майкл Бодкін                   |                                       |                                            |
| 2001          |                              | I Was the Cigarette Girl | Тім                            | короткометражка                       |                                            |
| 2001          | Брати по зброї               |                          | Джон «Ковбой» Холл             | епізод «День із днів»                 |                                            |
| 2003          | Убити Гітлера                |                          | Снайпер                        | документальний                        |                                            |
| 2003          | Трупи                        |                          | Tommy McGann                   |                                       | IFTA — Найкращий актор                     |
| 2004          | Екранізація мого життя       |                          | Джонс                          | серіал (6 епізодів)                   |                                            |
| 2005          | Експеримент Квотермаса       |                          | Вернон                         | телефільм                             |                                            |
| 2007          | Ядерні секрети               |                          | Андрій Сахаров                 | міні-серіал (епізод «Супербомба»)     |                                            |
| 2008          | Джон Адамс                   |                          | Вільям Стівенс Сміт            | серіал (4 епізоди)                    |                                            |
| 2008          | Маленька брехня              |                          | Баррі                          | телефільм                             |                                            |
| 2009          | Дуель Антона Чехова          |                          | Лаєвський                      |                                       |                                            |
| 2010          |                              | Chasing Cotards          | Гарт Елліот-Гінвуд             | короткометражка                       |                                            |
| 2010          | Мовчазні речі                |                          | Джейк                          | короткометражка                       |                                            |
| 2010          | Війна Фойла                  |                          | Джеймс Деверо                  | серіал (6 сезон, 3 епізод «The Hide») |                                            |
| 2010          | Леннон як він є              |                          | Пол Маккартні                  | телефільм                             |                                            |
| 2010 — 2012   | Шерлок                       |                          | Джим Моріарті                  | серіал (4 епізоди)                    | BAFTA 2012 — Найкращий актор другого плану |
| 2010          | Закон Герроу                 |                          | Капітан Джонс                  | серіал (2 сезон, 2 епізод)            |                                            |
| 2011          | Година                       |                          | Адам ле Рей                    | серіал (2 епізоди)                    |                                            |
| 2012          | Морська стіна                |                          | Алекс                          | короткометражка                       |                                            |
| 2012          | Затемнення                   |                          | Деліен Беван                   | міні-серіал                           |                                            |
| 2012          | Цап-відбувайло               |                          | Пол, брат Спенса               | телефільм                             |                                            |
| 2012          | Місто                        |                          | Марк Ніколас                   | серіал (3 епізоди)                    |                                            |
| 2014          | Лок                          |                          | Донел                          |                                       |                                            |
| 2014          | Гордість                     |                          | Гетін Робертс                  |                                       |                                            |
| 2015          | 007: Спектр                  |                          | Макс Денбі                     | телефільм                             |                                            |
| 2015          | Віктор Франкенштайн          |                          | Родерік Турпін                 |                                       |                                            |
| 2016          | Чарівні чудові               |                          | Вернон                         |                                       |                                            |
| 2016          | Аліса в Задзеркаллі          |                          | Аддісон Беннет                 |                                       |                                            |
| 2016          | Порожня корона               |                          | Король Людовик                 | епізод «Генріх VI», частина 2         |                                            |
| 2019          | 1917                         |                          | лейтенант Леслі                |                                       |                                            |
| 2019          | Чорне дзеркало               |                          | Крістофер Майкл Ґіллгейні      | 5 сезон, 2 епізод «Друзки»            |                                            |
| 2019 — донині | Темні матерії                |                          | Полковник Джон Паррі / Джопарі | 6 епізодів                            |                                            |
| 2022          | Кетрін, на прізвисько Пташка |                          | батько Кетрін                  |                                       |                                            |
| 2023          | Всі ми незнайомці            | All of Us Strangers      | Адам                           |                                       |                                            |
| 2024          |                              | Back in Action           |                                |                                       |                                            |
| 2024          | Ріплі                        | Ripley                   | Том Ріплі                      | 8 епізодів                            |                                            |
| 2025          | Блакитний місяць             | Blue Moon                | Річард Роджерс                 |                                       |                                            |